# Eva Glawischnig-Piesczek
Eva Glawischnig - Piesczek (n. 28 februarie 1969, Villach, Carintia, Austria ca Eva Glawischning) este un om politic austriac, membru al Partidului Verde. 